# Rómulo Emiliani Sánchez
Rómulo Emiliani Sánchez CMF (ur. 3 maja 1948 w Colón) – panamski duchowny katolicki posługujący w Panamie i Hondurasie, wikariusz apostolski Darién 1988-2002 i biskup pomocniczy San Pedro Sula w latach 2002-2017.

## Życiorys
Święcenia kapłańskie otrzymał 8 sierpnia 1976.
15 grudnia 1988 papież Jan Paweł II mianował go wikariuszem apostolskim Darién ze stolicą tytularną  Nigrae Maiores. 25 stycznia 1989 z rąk arcybiskupa José Sebastiána Laboa Gallego przyjął sakrę biskupią. 2 lutego 2002 mianowany biskupem pomocniczym San Pedro Sula w Hondurasie. Funkcję tę pełnił do 21 marca 2017.